# Norrlåtar
Norrlåtar var en musikgrupp från Norrbotten verksam 1974-2004. Gruppen började som ett försök att tillvarata och föra vidare norrbottnisk folkmusik, och har senare gått vidare med egna kompositioner och även breddat sig till genren världsmusik med inspiration från många av världens hörn.
Embryot till gruppen formades ur kretsarna kring det tidiga 1970-talets Anton Svedbergs Swängjäng i Luleå, med målet att utforska och sprida norrbottnisk folkmusik. Gruppen gjorde fältinspelningar för att dokumentera folklig musik, och var en viktig komponent i dokumentationsprojektet Projekt Älvdal.  Viktiga spelningar de första åren var på museet i Jokkmokk under Jokkmokks marknad, Gruppen som i Sverige turnerade bland annat tillsammans med Filarfolket och gjorde konserter tillsammans med Norrbotten Big Band gjorde också spelningar i de nordiska grannländerna. Norrlåtar spelade även på större folkmusikfestivaler i dåvarande Jugoslavien, Östberlin, Frankrike, Belgien och Canada. 1995 turnerade Norrlåtar i Peru och Bolivia. Gruppen tillhörde först skivbolaget Manifest och senare MNW, och kan därför betraktas som en del av progressiva musikkulturen i Sverige. Norrlåtar gjorde sammanlagt 8 fullängdsalbum.
Gruppen höll kombinerat 30-årsjubileum och avskedskonsert 19–20 mars 2004.

## Medlemmar genom tiderna
- Jan Olofsson: sopransax, blockflöjt, fiol, altfiol, med mera; 1974–
- Mikael Segerström: fiol, nyckelharpa, gitarr, bas, med mera; 1974–
- Hans Sandin: fiol, dragspel, mandolin, bas, med mera; 1974–
- Magnus Sjögren: fiol, dragspel, med mera; 1974–1980
- Hasse Alatalo: sång, dragspel, klaviatur, med mera; 1974–1994
- Lars-Gunnar Omberg: trummor, slagverk; 1984–
- Björn Sjöö: trombon, klaviatur, dragspel, bas, med mera; 1984–

Till gruppen räknas dessutom
- Lars Nordström: produktion och teknik; 1984–

## Diskografi
- Folkmusik från Norrbotten, 1975
- Meikäläisiä/Folk som vi, 1976
- Urminnes hävd, 1978
- Framtidshopp, 1980
- Ko över Sarek/Gällivarevisan, 1983 (singel)
- Ugrisk längtan, 1985
- Känslans partisan, 1987
- Korpens tecken, 1989 (samling)
- En Malsvelodi, 1990
- Sign of the Raven, 1993 (samling)
- Ravn, 1994
- Korpens tid 1974-2004 (samling)